# Sharp AX 286
Sharp AX 286 (AX 286) је био преносиви рачунар фирме Шарп (Sharp) који је почео да се производи у Јапану током 1991. године.
Користио је Intel 80286 микропроцесорску јединицу а РАМ меморија рачунара је имала капацитет од 1 MB (до 3 MB). 
Као оперативни систем кориштен је MS DOS 3.21 и Windows 2.11.

## Детаљни подаци
Детаљнији подаци о рачунару AX 286 су дати у табели испод.
|                       |                                    |
| [ 1 ]                 |                                    |
| Произвођач            | Шарп                               |
| Тип                   | преносиви рачунар                  |
| Меморија              | 1 (до 3 MB)                        |
| Поријекло             | Јапан                              |
| Година                | 1991                               |
| Тастатура             | тастатура са пуним помаком тастера |
| Процесор              |                                    |
| Фреквенција процесора | 8                                  |
| RAM                   | 1 (до 3 MB)                        |
| ROM                   | непознато                          |
| Текст                 | 40 x 25 / 80 x 25                  |
| Графика               | EGA                                |
| Боја                  | монохром                           |
| Звук                  | мали звучник                       |
| Димензије             | 279 x 216 x 34 / 1,98              |
| Портови               |                                    |
| Оперативни систем     | 3.21 и 2.11                        |